# Bałowo (powiat mrągowski)
Bałowo (do 1945 niem. Bothau) – wieś w Polsce, położona w województwie warmińsko-mazurskim, w powiecie mrągowskim, w gminie Sorkwity
Wieś leży nad jeziorem Gielądzkim.
W latach 1975–1998 Bałowo znajdowało się w województwie olsztyńskim. 
Przed 2023 r. miejscowość była częścią wsi Zyndaki.
Obecna nazwa została administracyjnie zatwierdzona 12 listopada 1946.
W Bałowie znajdują się domki letniskowe oraz pole campingowe.